# جنگ دوم هرات
جنگ دوم هرات (اواخر مارس ۱۸۵۶–۲۶ اکتبر ۱۸۵۶) حمله به قلمرو امارت هرات و محاصره موفقیت‌آمیز ارگ آن توسط ارتش ایران به رهبری مرادمیرزا حسام‌السلطنه بود. محاصره ۱۸۵۶ بخشی از تلاش هماهنگ قاجاریان برای جبران سرزمین‌های تازه از دست‌رفته در جنگ‌های ایران و روسیه در سال‌های ۱۸۰۴–۱۸۱۳ و ۱۸۲۶–۱۸۲۸ بود که می‌خواستند غرب افغانستان را که از لحاظ تاریخی بخشی از قلمرو ایران بود، باز پس گیرند. این درگیری همچنین بخشی از بازی بزرگ گسترده‌تر میان امپراتوری بریتانیا و امپراتوری روسیه بود.
لشکرکشی ایرانیان به هرات برخلاف قراردادی بود که ناصرالدین شاه در ژانویه ۱۸۵۳ با انگلستان امضا کرده بود. بر اساس این قرارداد، دولت ایران از اعزام نیرو به هرات یا دخالت در امور داخلی هرات خودداری می‌کرد. محاصره هرات یکی از مهم‌ترین موارد اختلاف در فروپاشی روابط انگلیس و ایران بود و در نهایت به کاتالیزور جنگ انگلیس و ایران تبدیل شد. پس از تصرف موفقیت‌آمیز هرات، مأموران انگلیسی یا از ایران اخراج شدند یا به خواست خود رها شدند. علیرغم اعزام فرخ‌خان غفاری برای مذاکره بر سر راه حل دیپلماتیک، انگلیسی‌ها از قبل در ژوئیه ۱۸۵۶ آماده اقدام نظامی علیه ایران بود. انگلیسی‌ها ناگزیر در ۱ نوامبر ۱۸۵۶ از کلکته علیه ایران اعلان جنگ کردند. ارتش ایران در طول جنگ به اشغال هرات ادامه داد و پس از معاهده پاریس که به جنگ ایران و انگلیس پایان داد، آنجا را ترک کرد. با این حال، دولت ایران موفق شد تا قبل از تصویب معاهده صلح با بریتانیا ، سلطان احمد خان را به عنوان حاکم دست‌نشانده هرات منصوب کند.